# Vechiul cimitir evreiesc din Praga
Vechiul cimitir evreiesc din Praga (în cehă Starý židovský hřbitov v Praze-Josefově) este situat în vechiul cartier evreiesc al orașului, redenumit în anul 1850 în „cartierul Iozefin” (în germană Josephstadt, în cehă Josefov), cu referire la împăratul Iosif al II-lea, care a proclamat edictele iozefine de toleranță religioasă.